# شیرگ آقا
شیرگ آقا یک روستا در ایران است که در بخش مرکزی شهرستان سربیشه واقع شده‌است. شیرگ آقا ۳۸۳ نفر جمعیت دارد.